# Fatih Yiğituşağı
Fatih Yiğituşağı (* 23. November 1983 in Sivas) ist ein ehemaliger türkischer Fußballspieler.

## Karriere
Der in der Türkei geborene Fatih Yiğituşağı wuchs in Deutschland auf und spielte in der Jugend unter anderem in Stuttgart und Koblenz Fußball. Beim Koblenzer FV Rübenach spielte er 2004 erstmals im Seniorenbereich. Im Jahr darauf spielte er dann für den Oberligisten SpVgg EGC Wirges, bevor er von West nach Ost wechselte und sich dem SV Yeşilyurt Berlin in der Hauptstadt Berlin anschloss. In der Saison 2007/08 hatte der Stürmer seinen großen Durchbruch, als er für Türkiyemspor Berlin in 27 Spielen 31 Tore erzielte und einen wesentlichen Beitrag zum Aufstieg des Vereins in die Regionalliga leistete.
Die herausragende Trefferquote erweckte das Interesse höherklassiger Vereine und es war der Zweitligaabsteiger Erzgebirge Aue, der sich die Dienste des türkischen Oberliga-Torschützenkönigs sichern konnte. Doch nach nur vier Spieltagen wurde er an Hannover 96 ausgeliehen. Dort verstärkte er die Regionalliga-Mannschaft, kam aber kurz nach seinem Wechsel bereits im DFB-Pokal für die 1. Mannschaft zum Einsatz, als man in der zweiten Pokalrunde nach dem Gegentreffer zum 0:2 noch einmal alle Stürmer aufbot, aber trotzdem ausschied. Auch in der Folge wurde er als Reserve für die Erstligamannschaft vorgesehen und kam schließlich am 22. November 2008 zu seinem ersten Bundesliga-Einsatz für die Niedersachsen.
Zur Saison 2009/10 kehrte er nach Aue zurück. Dort wurde er allerdings in der Saisonvorbereitung ausgemustert. Daraufhin kehrte er wieder nach Berlin zurück und schloss sich dem Regionalligisten Tennis Borussia an, mit dem er in die Oberliga abstieg. Yiğituşağı blieb in der Regionalliga und wechselte im Sommer 2010 zu seinem früheren Verein Türkiyemspor.
Nach eineinhalb Jahren verließ der Stürmer Berlin wieder und wechselte im Januar 2011 in die Türkei zu Polatlı Bugsaşspor. Im Sommer 2012 kehrte er nach Deutschland zurück und war zunächst vereinslos. Der Berliner AK 07 verpflichtete ihn im Januar 2013. In der Saison 2014–15 ging er für den Regionalligisten FC Viktoria 1889 Berlin auf Torejagd.
Im Sommer 2015 einigte er sich mit dem Oberligisten BSV Hürtürkel auf eine Zusammenarbeit für die Saison 2015–16. In der Saison 2016/2017 spielte er in der Landesliga für die SG Burg. Danach beendete er seine Karriere.

## Erfolge
- Aufstieg in die Regionalliga Nord 2008 mit Türkiyemspor Berlin
- Aufstieg in die Rheinlandliga 2005 mit dem FV Rheingold Rübenach[1]